# 大木喜福
大木 喜福（おおき のぶとみ、1898年（明治31年）4月16日 - 1972年（昭和47年）11月20日）は、日本の教育者、政治家。貴族院伯爵議員。旧姓・徳川。

## 経歴
男爵・徳川厚の二男として生まれ、伯爵・大木遠吉の養子となる。1924年（大正13年）東京帝国大学経済学部を卒業。養父の死去に伴い、1926年（大正15年）6月15日に伯爵を襲爵した。
大学卒業後、三井銀行に入行。1929年（昭和4年）東工学園理事長に就任し、1931年（昭和6年）東京工業学校を設立し校長となり、校名変更後の東京高等工科学校の校長も務めた。1967年（昭和42年）日本工業大学を設立し理事長に就任。
1940年（昭和15年）11月30日、補欠選挙で貴族院伯爵議員に選出され、研究会に属して活動し1947年（昭和22年）5月2日の貴族院廃止まで在任した。墓所は青山霊園。

## 親族
- 祖父 徳川慶喜[3]
- 先妻 大木伸子（養父長女、のち離縁）[1]
- 後妻 大木美穂子（陸軍少将・山口圭蔵三女）[1]
  - 大木知紀[1]